# Children (album)
Pour les articles homonymes, voir Children (homonymie).
Albums de The Mission
God's Own Medicine
(1986) Carved in Sand
(1990)
Singles
1. Tower of Strength
Sortie : 1988
2. Beyond the Pale
Sortie : 1988

Children est le deuxième album studio du groupe de rock britannique The Mission sorti en février 1988.
Il est produit par John Paul Jones.
L'album se place 2e dans le classement des ventes au Royaume-Uni où il est certifié disque d'or. Les deux singles qui en sont extraits ont aussi les honneurs des charts britanniques, notamment Tower of Strength qui atteint la 12e place du UK Singles Chart.

## Musiciens
- Wayne Hussey – chant, guitares
- Simon Hinkler (en) – guitares
- Craig Adams (en) – basse
- Mick Brown – batterie

Musicien additionnels
- John Paul Jones - claviers, programmations
- Julianne Regan (en) - chant additionnel sur Beyond the Pale et Black Mountain Mist
- Jez Webb – harmonica sur Shamera Kye
- Michael Ade – violon  sur Shamera Kye
- Skaila Kenga – harpe celtique sur Black Mountain Mist
- Woodstock Infant School – chant additionnel sur Heat et Hymn (for America)

## Liste des titres
Paroles écrites par Wayne Hussey, musique composée par Craig Adams, Mick Brown, Simon Hinkler et Wayne Hussey, sauf mentions
| No  | Titre               | Auteur       | Durée |
| --- | ------------------- | ------------ | ----- |
| 1.  | Beyond the Pale     |              | 7:49  |
| 2.  | Wing and a Prayer   |              | 3:41  |
| 3.  | Fabienne            |              | 3:41  |
| 4.  | Heaven on Earth     |              | 5:19  |
| 5.  | Tower of Strength   |              | 8:03  |
| 6.  | Kingdom Come        |              | 4:50  |
| 7.  | Breathe             |              | 1:26  |
| 8.  | Child's Play        |              | 3:39  |
| 9.  | Shamera Kye         | J.S. Webb    | 0:34  |
| 10. | Black Mountain Mist |              | 2:54  |
| 11. | Dream On            | Steven Tyler | 3:54  |
| 12. | Heat                |              | 5:14  |
| 13. | Hymn (For America)  |              | 6:35  |

| 14. | Tadeusz (1912-1988)         | 4:57 |
| 15. | Child's Play (Live)         | 3:46 |
| 16. | Kingdom Come (Heavenly Mix) | 8:09 |
| 17. | Heat (Tim Palmer Version)   | 4:06 |

Notes
Les chansons Fabienne et Dream On (qui est une reprise du groupe Aerosmith) sont absentes de l'édition vinyle originale.

## Classements hebdomadaires
| Classement (1988)                     | Meilleure position |
| ------------------------------------- | ------------------ |
| Allemagne (Media Control AG)          | 33                 |
| États-Unis (Billboard 200)            | 126                |
| Pays-Bas (Mega Album Top 100)         | 29                 |
| Royaume-Uni (Official Charts Company) | 2                  |
| Suède (Sverigetopplistan)             | 20                 |

## Certifications
| Pays              | Certification | Unités certifiées |
| ----------------- | ------------- | ----------------- |
| Royaume-Uni (BPI) | Or            | 100 000           |